# Scott Studwell
John Scott Studwell, detto Stud (Evansville, 27 agosto 1954), è un ex giocatore di football americano statunitense che ha giocato nel ruolo di Linebacker per i Minnesota Vikings della National Football League (NFL). Selezionato nell'ambito del Draft NFL 1977, fu ingaggiato dai Vikings. Studwell aveva in precedenza giocato a football presso l'Università dell'Illinois.

## Carriera universitaria
Studwell si è laureato all'Università dell'Illinois, dove ha giocato come linebacker. Lasciò l'Illinois al secondo posto dietro a Dick Butkus per placcaggi in carriera nel 1977, ed è stato selezionato al nono round dai Minnesota Vikings, per i quali ha giocato quattordici stagioni dal 1977 al 1990. Durante quel periodo, è stato selezionato per due Pro Bowl.

## Minnesota Vikings
Si è ritirato dai Vikings come miglior placcatore di tutti i tempi con 1.981 nella sua carriera e detiene il record di squadra per placcaggi a stagione singola con 230 nel 1981 e 24 in una partita contro Detroit nel 1985. Era un membro dei Vikings nel 25º e 40º anniversario ed è stato nominato uno dei 50 più grandi Vikings nel 2010.

## Scouting
Dopo una carriera di successo con i Vikings, si è trasferito nei loro uffici come dirigente e dal 2002 è direttore del College Scouting, ed è responsabile di tutti i preparativi del Draft NFL. Studwell esplora personalmente la maggior parte dei giocatori che i Vikings perseguono e trascorre quasi la metà di ogni anno in giro per gli Stati Uniti.